# Clásico de las montañas y los mares

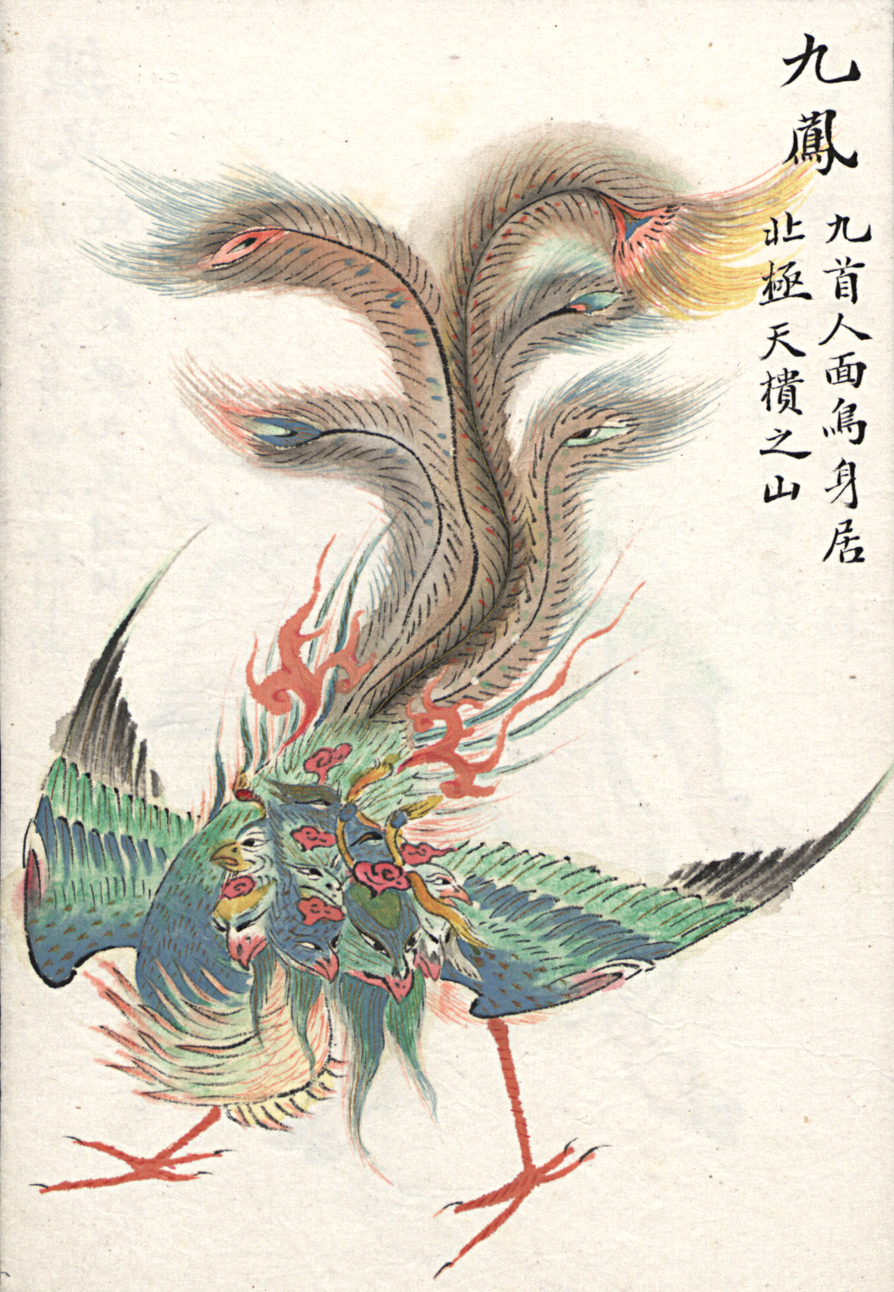
Clásico de Montañas e ilustración de Mares de un nueve-fénix encabezado (colored Qing edición de dinastía)

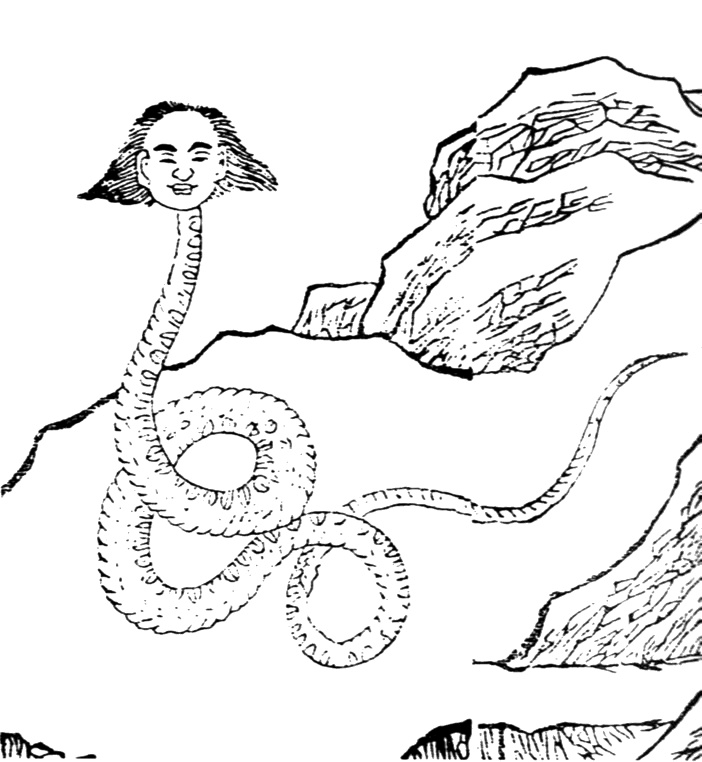
Clásico de Montañas e ilustración de Mares de Nüwa

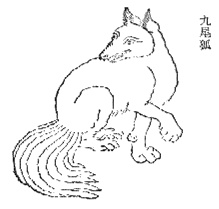
Clásico de Montañas e ilustración de un Zorro de nueve colas de Xi Wangmu

El Clásico de las Montañas y los Mares o Shan Hai Jing, anteriormente romanizado como el Shan-hai Ching (en chino tradicional, 山海經), es un texto clásico chino y una recopilación de geografía mítica y mitos. Las versiones del texto han existido desde el siglo IV aC, pero la forma presente no fue lograda hasta principios de la dinastía Han unos cuantos siglos más tarde. Es en gran parte un relato fabuloso de la geografía y cultura de la China pre-Qin así como una colección de mitología china. El libro está dividido en dieciocho secciones; describe en torno a 550 montañas y 300 canales.[cita requerida]

## Autoría
El primer registro de la obra se encuentra en el capítulo de «Descripción de Dayuan» de las Memorias históricas. La autoría exacta del libro y su fecha de composición están aún por determinar. Antiguamente se atribuía a figuras míticas como Yu el Grande o Boyi. Sin embargo, el consenso entre los sinologistas modernos es que el libro no fue escrito de una vez y por un único autor, sino por numerosas personas entre el período de los Reinos combatientes y el inicio de la Dinastía Han.[cita requerida]
Según la investigación de Lü Zifang y Meng Wentong, la obra puede ser escrita o compilada en la región de Ba–Shu, o sea, la provincia de Sichuan (Shu) y la ciudad de Chongqing (Ba), que era la frontera occidental en aquellos tiempos imperiales. Además, el libro fue registrado bajo la autoría del pueblo de Shu por Cao Xuequan, un comisionado de vigilancia de Sichuan del siglo XVII.
El primer editor conocido del Clásico fue Liu Xiang, de Han Occidental, quien entre otras cosas catalogó la biblioteca imperial Han. Más tarde, Guo Pu, un erudito del Jin Occidental, elaboró más comentarios de la obra.

## Visión general
No es un libro de narrativa sino que recoge detalladas descripciones de ubicaciones en las direcciones cardinales de las Montañas, Regiones Allende Mares, Regiones Dentro de Mares, y Wilderness. Las descripciones son normalmente de medicinas, animales, y características geológicas. Muchas descripciones son muy mundanas, y un número igual es fanciful o extraño. Cada capítulo sigue aproximadamente la misma fórmula, y de este modo el libro entero se vuelve repetitivo.
Contiene muchos mitos cortos, que raramente superan un párrafo. Un mito chino antiguo famoso de este libro es el de Yu el Grande, que gastó años intentando controlar el diluvio. De este personaje se habla en el último capítulo (el 18), del segundo al último párrafo (aproximadamente verso 40). Esta cuenta es un mucho más fantástica que la representación de él en el Clásico de Historia.

## Valor literario
El Shan Hai Jing es un libro con lleno de trabajos mágicos. Tiene varias clases de contenidos. Tiene un conocimiento rico de geografía, mitología, folclore, historia de ciencia, religión, etnología, medicina y otra información valiosa. Su valor académico implica tantas áreas científicas. Él en gran parte y registros ordenados las características de geografía natural y el contenido de geografías humanas, como montañas, hidrología, animal, planta, mineral, geografía nacional, economía, cultura social. Mucha información puede ser explorada si búsquedas de lector profundamente y cuidadosamente.

### Geografía
Algunos becarios creen aquello: Shan Hai Jing es la primera geografía de China. Shan Hai Jing No es un libro puramente geográfico, aun así, el conocimiento geográfico es en la posición superior. Lo Ordenado describe las características geográficas por ubicación, incluyendo geografía de naturaleza y geografía de cultura. Primero ,Shan Hai Jing tiene una descripción geográfica natural. Esto incluye el registro de muchas montañas, como "la montaña del tribunal", "montaña de niuyang", "montaña de cerro azul", "Kei montaña de cola" y tan encima, y cada montaña está nombrada según el paisaje de montaña, estas montañas también reflejan la dirección de la montaña; así como un registro hidrológico extremadamente rico y los ríos son mayoritariamente marcado con la fuente. El principio del río puede ser en algunas estribaciones, y su inyección es lejos fuera de esta montaña. El narrador también notó el cuadro lleno de las corrientes de río. A pesar de las rutas de río no fueron grabadas, pero su flujo aproximado a través de región puede ser sabido a través de la ruta de afluentes al mainstream como Huanghe y Weishui. Segundamente, también grabe la geografía humana. Por ejemplo, en la "sección" de mar, graba mucha aduana social y cultural regional, desarrollo económico, consecuciones científicas y tecnológicas en aquel momento.

### Mitología
Como literatura mitológica, Shan Hai Jing al menos tiene tres hechos valiosos:
1. Clases diferentes de registros de siete categorías de mitología china antigua.
2. Dejado un texto fiable en la relación entre el mundo físico y mundo mítico.
3. La preservación de un número vasto de elementos primitivos con información cultural primitiva, contiene el valor mitológico potencial.

Es inapropiado de clasificar la mitología china basada en el principio de clasificación de mitología occidental qué está basado en la presentación de consciencia humana y proceso de crecimiento espiritual. Tenga que clasificar basado en los contenidos principales, espíritu básico, estructura interior y características importantes qué formados por encima. Shan Hai Jing no tiene demasiados registros sobre la mitología que está buscando los orígenes de contenido (los orígenes de mundiales, tribus, y culturas), pero tiene muchos registros de mitología heroica y tribal warfare y refleja la característica básica de cultura histórica china y la orientación de valor de espíritu cultural.

### Literatura
El Shan Hai Jing tiene rico y el valor literario diverso y él pueden ser explorados de muchos aspectos. El lector puede descubrir, entiende e interpretar el valor literario de la perspectiva de la influencia de la literatura de creación romántica tradicional, la expresión de la lógica original, la experiencia emocional rica en el cuidado humanístico y el juicio del pragmatismo y todo estos pueden ser entendidos por pensamiento mítico (ie, el pensamiento original). Shan Hai Jing tiene un rico de pensamiento de mitología, tiene un enorme e impacto que logra lejos en la tradición del romántico literario. En-estudio de profundidad de pensamiento mitológico y revelar este impacto no es sólo bien para descubrir las razones para la creación de romántico literario, pero él también las ayudas aclaran el desarrollo de varios fenómenos literarios.
hay al menos tres hechos pueden explicar que pensamiento qué mítico impacta la tradición de literatura romántica:
1. El impacto de la imaginación intuitiva rica en la creación de literatura romántica.
2. Las mitologías qué contener el pensamiento mitológico abundante es siempre el material creativo de literatura romántica.
3. El concepto primitivo de la vida de pensamiento mítico profundamente impactos en la creación de romántico literario.[10][11]

### Religión
Muchos mitos y leyenda en Shan Hai Jing es extremadamente materiales raros para estudios religiosos actuales. De estos mitos, no sólo presentar las actividades del brujo, pero también la fe de la nación antigua, adoración y tan encima. Hay muchos animales mágicos grabó, estos animales son principalmente pájaros, animales, dragones, y culebras. Normalmente tienen algunos poderes mágicos. Estos animales son probablemente el ancients' adoración de tótem. Según "Clásico de Regiones Allende los Mares: Del oeste", "Wuxian la nación es del norte a Nvchou, los controles derechos la culebra verde, y el rojo en el izquierdo". La culebra puede ser el tótem de Wuxian país. "Shan Hai Jing" es el material crítico para el antiguo estudio religioso chino.

## Propósito
Los becarios chinos más tempranos refirieron a él como bestiario, pero aparentemente supuso sea cuidadoso. De hecho la información en el libro es mitológica. No es sabido por qué esté escrito o cómo venga para ser visto como un libro de geografía cuidadoso.